# Forsvarsministeriets Materiel- og Indkøbsstyrelse
Forsvarsministeriets Materiel- og Indkøbsstyrelse er en styrelse underlagt Forsvarsministeriet. FMI har ansvaret for det samlede forsvars og beredskabs materiel, it og cybersikkerhed. Det er FMI, der anskaffer, driver og bortskaffer materiel og it for hele Forsvarsministeriets koncern, såsom Forsvarskommandoen, Hjemmeværnet og Beredskabsstyrelsen - det FMI kalder 'fra vugge til grav'. Det er FMI's opgave, at dette sker på en effektiv, økonomisk og sikkerhedsmæssig forsvarlig måde. Desuden er det FMI's opgave at modstå de cyberangreb, som Forsvarsministeriets koncern udsættes for.
FMI administrerede i 2023 mere end 15 mia. kr. af det samlede forsvarsbudget.

## Historie
Den 4. januar 2006, blev Forsvarets Materieltjeneste (FMT) oprettet som følge af Forsvarsforliget 2005-2009. FMT erstattede de tidligere værnspecifikke materielkommandoer (Hærens Materielkommando, Søværnets Materielkommando og Flyvematerielkommandoen) og Forsvarets Forskningstjeneste i et forsøg på at ruste Forsvaret til udfordringerne i de fremtidige opgaver. I alt mistede 750 personer jobbet som følge af sammenlægningen i 2006. I perioden 2006-2007 blev hovedsædet i Ballerup udbygget og den 1. januar 2007 blev de tre værns materielkommandoer nedlagt. I alt er 2.500 af forsvarets projekter blevet samlet i FMT.
Den 1. oktober 2014 blev FMT nedlagt for at flytte tjenesten fra placeringen under Forsvarskommandoen og ændre den til en styrelse direkte underlagt Forsvarsministeriet kaldet Forsvarsministeriets Materiel- og Indkøbsstyrelse (FMI).

## Opgaver
Som en del af NATO har hvert Nato-land en national kodificeringsenhed (NCB), der er ansvarlig for at administrere nummersystemet for NATO-varer (NATO Stock Number, NSN). En NCB er den organisation, typisk et regeringsorgan, der er ansvarlig for at vedligeholde NSN-databasen i et givet land. Den danske NCB er placeret som en del af FMI.